# Chinolin-Alkaloide

Chinolin, der Grundkörper der Chinolin-Alkaloide

Die Chinolin-Alkaloide sind in der Natur vorkommende chemische Verbindungen aus der Gruppe der Alkaloide, die sich chemisch vom Chinolin ableiten. Einige Chinolin-Alkaloide zeigen antiseptische, konvulsive oder antineoplastische Wirkung. 

## Vertreter
Alkaloide mit Chinolin-Teilstruktur sind weit verbreitet und werden meist nach ihrem Vorkommen und ihrer biogenetischen Herkunft weiter unterteilt.
Zu den Chinolin-Alkaloiden zählen die China-Alkaloide (Cinchona-Alkaloide) Chinin und Chinidin, die aufgrund ihres therapeutischen Potentials wichtig sind, Cinchonin und Cinchonidin, sowie einige Furochinolin-Alkaloide und Acridin-Alkaloide.
Auch Strychnin und Brucin, Alkaloide der Brechnuss, die ein hydriertes Chinolin-System besitzen, werden zu den Chinolin-Alkaloiden gerechnet. Auch Nitramarin (1-(2-Chinolinyl)-β-carbolin) zählt zu den Chinolin-Alkaloiden.

Chinin
Chinidin
Cinchonidin
Strychnin

## Vorkommen
Die Chinolin-Alkaloide kommen hauptsächlich in Pflanzen, wie in Rutaceae und Rubiaceae, aber auch in Mikroorganismen und Tieren vor. Im Redoxfaktor PQQ (Pyrrolochinolinchinon) und in den Chinoenzymen ist das Chinolin als Teilstruktur enthalten. 

## Biosynthese
Biogenetisch sind für die Entstehung des Chinolin-Systems in Pflanzen mehrere Wegen nachgewiesen. Hierbei kann sowohl Tryptophan wie auch Anthranilsäure als Vorstufe fungieren. Als zweites Vorläufermolekül findet sich entweder ein Hemiterpen oder ein Monoterpen (beispielsweise Secologanin bei Cinchona-Alkaloiden).